# Alejandra Jacinto
Alejandra Jacinto Uranga (Madrid, 4 de agosto de 1989) é uma advogada, cientista política e ativista espanhola, membra da Comissão jurídica da Plataforma de Pessoas Afetadas por Hipotecas (Plataforma de Afectados por la Hipoteca, PAH) e vice-presidente da Associação Livre de Advogadas e Advogados (ALA) de Madrid. Foi incluída na campanha Brave da Anistia Internacional, lançada em maio de 2017 e que visa aumentar o reconhecimento e a proteção das pessoas que defendem os direitos humanos em todo o mundo.

## Biografia
Formou-se, em 2012, em Direito, Ciências políticas e Administrativas pela Universidade Autónoma de Madrid (UAM) e exerceu a função de defensora pública. É membra fundadora do Centro de Consultoria e Estudos Sociais (CAES) — cooperativa integral de trabalhadores e consumidores — onde exerce a advocacia desde 2012. Aderiu à Plataforma de Pessoas Atingidas por Hipotecas (PAH), em 2012, após a eclosão do Movimento 15-M — foi um movimento de cidadãos formado a partir da manifestação de 15 de maio de 2011 — onde participou ativamente na assembleia Stop Desahucios (Acabar com os despejos) no distrito de Usera.
Em outubro de 2013, aderiu à então recém-criada Plataforma dos Atingidos pela Habitação Pública e Social (Plataforma de Afectados por la Vivienda Pública y Social, PAVPS). Foi membra do Conselho de Administração da Associação Livre de Advogadas e Advogados (ALA) entre 2015 e 2017, sendo posteriormente nomeada vice-presidente da associação. Participou como membra da lista apresentada pela Associação Livre de Advogadas e Advogados de Madrid nas eleições da Ordem dos Advogados de Madrid, em 2017.
Desde 2017, é porta-voz da Iniciativa Legislativa Popular (ILP) pelo direito à habitação da Comunidade de Madrid. Como parte das ações de protesto, em maio de 2019, participou de uma escrache contra a vereadora do Cidadãos - Partido da Cidadania, Begoña Villacís.

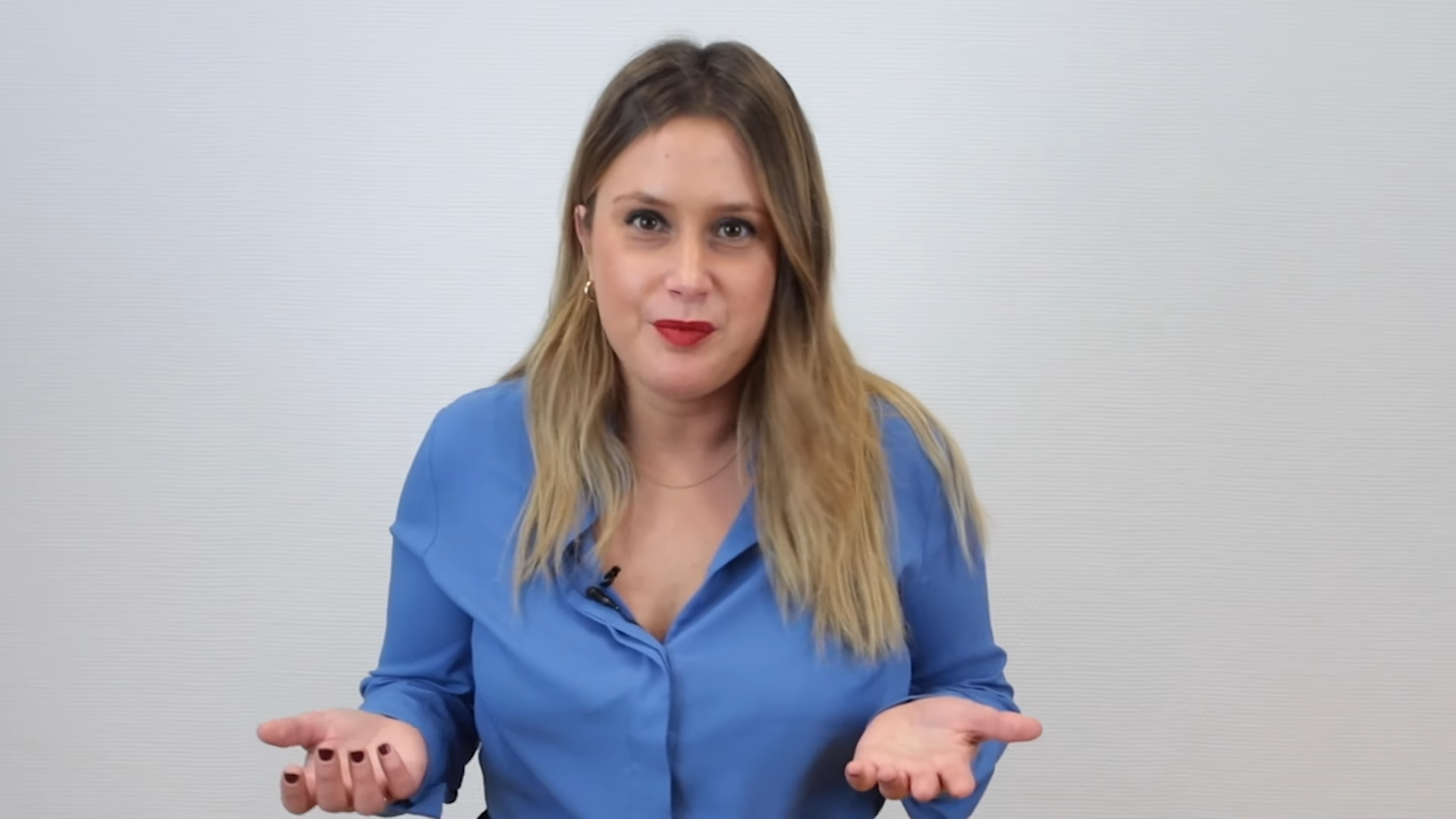
Em 2021.

Em março de 2021, foi incluída como candidata independente na posição número quatro da lista "Unidas Podemos" para as eleições para a Assembleia de Madrid, sendo eleita deputada e designada co-porta-voz do grupo parlamentar.
Foi o cabeça de lista da coligação eleitoral "Podemos – Izquierda Unida – Alianza Verde" nas eleições regionais de 28 de maio de 2023, que obteve 4,76 por cento dos votos. As eleições para a Assembleia de Madrid estabelecem uma barreira eleitoral de 5 por cento, pelo que a coligação não poderia optar pela distribuição de assentos. Assim, perdeu o lugar de deputada na Assembleia da Comunidade de Madri.
Antecipando as eleições gerais de 23 de julho de 2023, foi nomeada porta-voz da campanha habitacional da coligação eleitoral "Sumar".
Em 2 de outubro de 2023, anunciou a sua retirada da política e o regresso à advocacia.

## Reconhecimentos
Em maio de 2018, a Anistia Internacional lançou a campanha Brave, que visava aumentar a presença de mulheres defensoras dos direitos humanos na Wikipédia. Desta forma, foi incluída junto com outras ativistas como Alba Teresa Higueras, defensora colombiana dos direitos humanos e das mulheres; Alba Villanueva, ativista espanhola pelo direito à liberdade de expressão; Arantxa Mejías, ativista espanhola pelo direito à moradia; Asha Ismail, ativista queniana contra a mutilação genital feminina; La Colectiva, associação de mulheres refugiadas, exiladas e migrantes colombianas e espanholas; e Leonora Castaño, agricultora colombiana e defensora dos direitos das mulheres.